# Polystichum sinense
Polystichum sinense là một loài thực vật có mạch trong họ Dryopteridaceae. Loài này được (H. Christ) H. Christ miêu tả khoa học đầu tiên năm 1905.